# Batrisodes frontalis
Batrisodes frontalis är en skalbaggsart som först beskrevs av Leconte 1849.  Batrisodes frontalis ingår i släktet Batrisodes och familjen kortvingar. Inga underarter finns listade i Catalogue of Life.